# Jägerbataillon Burgenland
Das Jägerbataillon Burgenland ist eines von zehn Miliz-Bataillonen des österreichischen Bundesheeres. Die Einheit ging 2006 aus den aufgelösten Milizbataillonen 1 und 43 hervor und wurde im Zuge der Bundesheerreform 2016 direkt dem Militärkommando Burgenland unterstellt.

## Organisation
Struktur
- Bundesministerium für Landesverteidigung und Sport
  - Streitkräfteführungskommando
    - Militärkommando Burgenland
      - Jägerbataillon Burgenland
        - Bataillonskommando
        - Stabskompanie
        - 1. Jägerkompanie
        - 2. Jägerkompanie
        - 3. Jägerkompanie

## Auftrag
Der Auftrag des Bataillons ist wie folgt definiert:

„Das Aufgabenspektrum des Bataillons umfasst den sicherheitspolizeilichen Assistenzeinsatz, die Sicherung der staatlichen Souveränität, die Katastrophenhilfe sowie das Bereithalten eines Personalpools für internationale Einsätze des Österreichischen Bundesheeres.“

Um diesen Auftrag erfüllen zu können, führt das Bataillon im Abstand von meist zwei Jahren Milizübungen durch. Dabei wird der Aufbau und Betrieb von Checkpoints, das taktische Verhalten im Zuge der Durchführung von Crowd-and-Riot-Control-Maßnahmen oder Patrouillenfahrten mit Radpanzern geübt. Das Milizbataillon arbeitet dabei eng mit dem Jägerbataillon 19 aus Güssing zusammen, das sich mit Gefechtsfahrzeugen wie dem Iveco LMV "Husar" oder dem Radpanzer Pandur aktiv an den Übungsszenarien beteiligt.

## Ausrüstung
Als Jägertruppe verfügt das Bataillon über folgende Standardinfanteriewaffen des Bundesheeres:
- Maschinengewehr 74
- Sturmgewehr 77
- Scharfschützengewehr 69
- Pistole 80
- Panzerabwehrrohr 66/79

## Partner
Militärischer Partner des Jägerbataillons Burgenland ist das Jägerbataillon 19 in Güssing. Eine zivile Partnerschaft besteht mit der Helvetia Versicherungen AG.